# Suzana Szabados
Suzana Szabados, coniugata Pârșu (Târgu Mureș, 1948), è un'ex cestista rumena.

## Carriera
Con la Romania ha disputato quattro edizioni dei Campionati europei (1968, 1972, 1974, 1976).